# Cerulean Blue
Cerulean Blue – debiutancka płyta brytyjskiego artysty o pseudonimie Rain, wydana w 2004 r. przez wytwórnię Telos Music.
Jest to progresywnorockowy koncept-album. Opowiada historię podróży młodego człowieka o imieniu Rick do Stanów Zjednoczonych. O przeżyciach Ricka dowiadujemy się z pocztówek do jego przyjaciela, odczytywanych przez brytyjskiego lektora, Roba Browna. Muzykę, ze słyszalnymi wpływami takich artystów jak Genesis, Pink Floyd, Marillion, Radiohead, tworzy w większości sam Rain (gra na gitarach, gitarze basowej, instrumentach klawiszowych, fujarkach, jest głównym wokalistą).
Wszystkie utwory muzyczne z płyty zostały umieszczone w internecie, w plikach mp3 do darmowego, nieograniczonego ściągania.
Do płatnej wersji dołączony jest bonus w postaci 5-minutowego filmu DVD, zatytułowanego Ashes oraz broszury z rozmową z autorem na temat płyty.
Cerulean blue (pol. ceruleum) to pigment używany w malarstwie.

## Muzycy
- Rain – gitara, gitara basowa, instrumenty klawiszowe, fujarka, śpiew
- Philip Morgan – skrzypce
- Rebecca Percy – altówka
- Hannah Payne – wiolonczela
- Iain Ballamy – saksofon
- Stephanie Moorey, Fleur Bray, Emma Newman-Young – śpiew chóralny w utworze Parsifal
- Nicola Robbins, Blue Stevens, Clive Stainton – wokaliści wspomagający
- Rob Brown – narracja

## Lista utworów
1. "The Lammas Lands" 8:58
2. "Parsifal" 6:08
3. "Starcrossed" 4:52
4. "The Silver Apples of the Moon" 7:38
5. "Light And Magic" 10:53
6. "Jerusalem" 9:13
7. "Cerulean Blue" 6:36